# طيران نيوجيني الرحلة 73

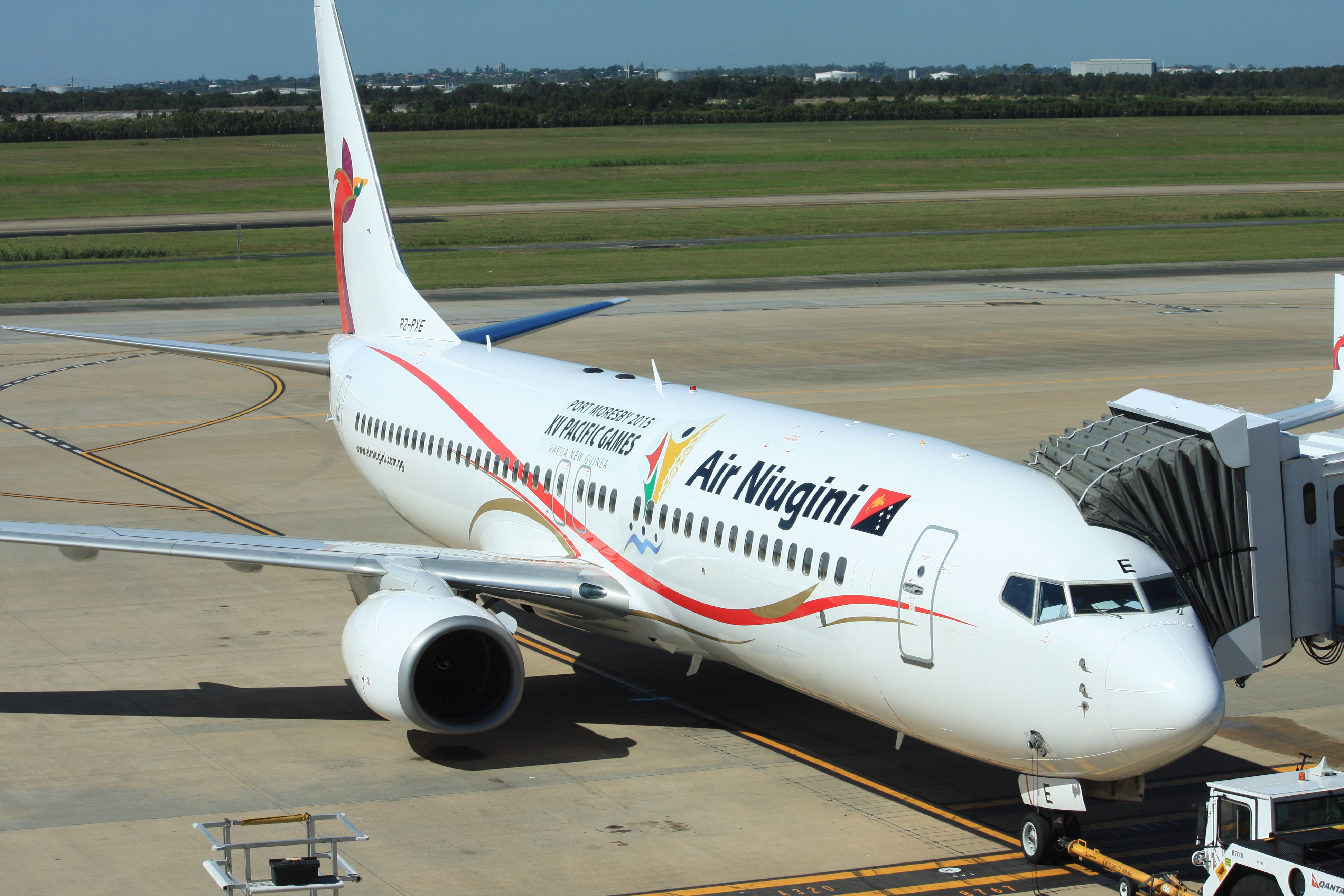
طائرة طيران نيوجيني من نوع بوينغ 737-800 P2-PXE, الطائرة المعنية بالحادث, صورت في عام 2014

طيران نيوجيني الرحلة 73 (Air Niugini Flight 73) هي رحلة جوية مجدولة من بونبي، ولايات ميكرونيزيا الموحدة (FSM) إلى بورت مورسبي ، بابوا غينيا الجديدة. في 28 سبتمبر 2018، تجاوزت الرحلة، التي كانت تشغل بطائرة بوينغ 737، المدرج في وينو (FSM) وتوقفت في بحيرة. وقام السكان المحليون باستخدام قوارب صغيرة بإنقاذ جميع الركاب البالغ عددهم 36 راكبا و 11 من أفراد الطاقم.